# Opilidia
Opilidia is een geslacht van kevers uit de familie van de loopkevers (Carabidae). De wetenschappelijke naam van het geslacht is voor het eerst geldig gepubliceerd in 1954 door Rivalier.

## Soorten
Het geslacht Opilidia omvat de volgende soorten:
- Opilidia chlorocephala (Chevrolat, 1834)
- Opilidia fulgidiceps (Putzeys, 1845)
- Opilidia graphiptera (Dejean, 1831)
- Opilidia leuconoe (Bates, 1890)
- Opilidia macrocnema (Chaudoir, 1852)
- Opilidia pilosipes (W. Horn, 1925)